# Roberto Tortoli
Roberto Tortoli (Roma, 10 maggio 1943) è un politico e dirigente d'azienda italiano.

## Biografia

### Carriera politica
Laureato in Economia e Commercio, Tortoli inizia la sua carriera politica candidandosi alla Camera dei deputati nel 1994 con Forza Italia, risultando eletto. Dal 2001 al 2006 è stato sottosegretario di Stato al Ministero dell'ambiente e della tutela del territorio e del mare nei governi Berlusconi II e Berlusconi III. Dal 22 maggio 2008 è vicepresidente della Commissione ambiente, territorio e lavori pubblici della Camera della XVI legislatura.
Da sempre legato a Silvio Berlusconi, il 22 novembre 2012 esce dal Popolo della Libertà in dissenso nei confronti della dirigenza composta da Denis Verdini, Daniela Santanchè e Ignazio La Russa, ritenuti la causa della deriva estremista del partito. In quello stesso anno, lui e altri ex componenti del PdL fondano il gruppo parlamentare "Liberali per l'Italia-PLI" composta da deputati quali Roberto Antonione, Giustina Destro, Fabio Gava, Luciano Mario Sardelli e Angelo Sartori. Nel novembre del 2013 aderisce al nascente Nuovo Centrodestra di Angelino Alfano, nato dopo la scissione del PdL. Nessuno di loro, tuttavia, sarà ricandidato né rieletto.

### Procedimenti giudiziari
Durante la sua candidatura, Tortoli fu inquisito e condannato in primo e secondo grado in un processo penale nell'ambito della vicenda "Variantopoli", in cui l'accusa fu quella di avere minacciato la non ricandidatura ai consiglieri comunali di Forza Italia se avessero approvato una variante al piano regolatore per costruire ad Arezzo una multisala cinematografica e un grosso centro commerciale. Per il suo intervento politico fu accusato del reato di estorsione. Il 10 aprile 2014 la Corte di Cassazione annulla sia la sentenza di Appello del Tribunale di Firenze che quella di primo grado del Tribunale di Arezzo.